# 網頁寄存服務
網頁寄存服務（英語：Web hosting service）是一種可以托管网站的服务，服務方利用数据中心的電腦群集和貯存裝置為用戶提供免費或收費服務。寄存公司通常會提供一個界面，讓用戶遠端上載網頁內容，然後其他人就可以透過服務商來存取用戶所寄放的網頁。

## 網頁寄存的類別
- 免費方式的網頁寄存服務：在大多數情況下，用戶無需支付費用，即可獲得一個具自由權的網站，但供應商可根據服務協議要求用戶在網站上掛上廣告，以讓供應商賺取運營經費。
- 分享方式的網頁寄存服務：用戶需支付一筆便宜的費用，便可獲得一個特定容量的網站空間，此概念就像供應商以單一機器，讓多個客戶共享於此機器內的資源，在供應商與客戶間獲得最佳的成本比例，客戶不需花費巨額自設機器。
- 虚拟专用服务器
- 专有服务器
- 主機託管
- 叢集寄存
- 家用伺服器
- 內容傳遞網路